# Григорово (усадьба)
Григорово — усадьба, расположенная в селе Григорово Дмитровском районе Московской области.

## История
Основана в XVI веке, при усадьбе находилась деревянная Спасская церковь 1747 года постройки. В 1658 году её выкупил помещик А. М. Лужин. Род Лужиных владел усадьбой до 1912 года. В том же году В. И. Лужин продал усадьбу барону Б. Таубе, затем у Таубе её приобрёл Р. Шевелев, последним владельцем имения был И. Г. Царьков владевший ею до 1917 года. В 1921 году в главном здании усадьбы случился пожар, причины по которым он произошел так и не удалось установить.
Усадьба не сохранилась, на территории остались Спасская церковь без верхов, старый кедровый парк и пересохший пруд.